# Innamoramento (album)
Innamoramento è il quinto album studio della cantante francese Mylène Farmer, pubblicato nel 1999 dalla Polydor Records.

## Il disco
Innamoramento è il quinto album studio di Mylène Farmer, ed è probabilmente il lavoro discografico della cantante più curato e ricercato della sua carriera.
Anticipato dal singolo L'Âme-Stram-Gram, una ballata techno il cui testo è stato scritto a Milano, l'album esce il 7 aprile del 1999. Troviamo una Mylène donna, lontana dai tempi di Libertine, che continua la sua "anamorfosi" proponendo al pubblico un aspetto più casto ed effimero ed un suono più studiato ma sicuramente meno orecchiabile dei precedenti. Mentre il disco precedente conteneva sonorità pop rock movimentate, questo album presenta sonorità più elettroniche e melodie più intimistiche. I testi girano intorno ad un unico tema: l'amore, in tutte le sue forme, incluse le sofferenze di un amore sfortunato e il passare del tempo e gli effetti di questo sull'amore. Per esplicitare questo sentimento la Farmer viaggia in alcuni Paesi, tra cui Italia ed Irlanda, dove raccoglie i propri pensieri per poi trascriverli nelle sue canzoni. Grande aiuto le sarà dato dallo scrittore italiano Francesco Alberoni, il cui libro Innamoramento e amore darà il titolo all'album e sarà il tema dominante nella maggior parte delle tracce.
L'album, appena uscito, arriva al secondo posto della classifica francese, e rimane vari mesi tra i primi 10 posti della classifica. I successivi singoli (Je te rends ton amour, Souviens-toi du jour, Optimistique-moi, Innamoramento e Dessine-moi un mouton) entreranno tutti nella topten dei singoli francesi. Cinque tracce dell'album sono scritte e composte interamente da Mylène Farmer (Pas le temps de vivre, Méfie-toi, Optimistique-moi, Serais-tu là e Et si viellir m'était conté) Venderà 1 300 000 copie, e riceverà vari premi, tra cui quello come miglior album dell'anno agli NRJ Music awards del 2000.

## Tracce
| #  | Titolo                       | Durata | Esibizioni live             | Esibizioni TV | Commento |
| -- | ---------------------------- | ------ | --------------------------- | --- | --- |
| 1  | L'amour nassaint             | 4:59   | Mylènium Tour               | No | Canzone apripista dell'album il cui tema principale è appunto l'amore nascente; riferimento letterario al film "La fille de Ryan"                                      |
| 2  | L'Âme-Stram-Gram             | 4:19   | Mylènium Tour, Tournée 2009 | * Les Années tubes (2 aprile 1999, TF1) * Hit Machine (17 aprile, 1999, M6) * Tapis rouge (24 aprile, 1999, France 2)                                         | Informazioni sul singolo "L'Âme-Stram-Gram" |
| 3  | Pas le temps de vivre        | 5:12   | Mylènium Tour               | NRJ Music Awards (20 gennaio 2001 TF1) | Dolce ballata dedicata al fratello della cantante deceduto durante un incidente con la moto. Oltre al testo la Farmer è autrice anche delle musiche.                   |
| 4  | Dessine-moi un mouton        | 4:34   | Mylènium Tour               | No | Informazioni sul singolo "Dessine-moi un mouton" |
| 5  | Je te rends ton amour        | 5:09   | Mylènium Tour, Tournée 2009 | * La Fureur du parc (19 giugno, 1999) * 50 Ans de tubes (30 luglio, 1999, TF1)                                                                                | Informazioni sul singolo "Je te rends ton amour" |
| 6  | Mèfie-toi                    | 5:25   | Mylènium Tour               | No | Traccia abbastanza ottimista dell'album nella quale la cantante difende nuovamente l'universo femminile.                                                               |
| 7  | Innamoramento                | 5:20   | Mylènium Tour               | No | Informazioni sul singolo "Innamoramento" |
| 8  | Optimistique-moi             | 4:19   | Mylènium Tour               | * NRJ Music Awards (22 gennaio, 2000, TF1) * Les Années tube (3 marzo, 2000, TF1) * Hit Machine (11 marzo, 2000, M6) * Tapis rouge (25 marzo, 2000, France 2) | Informazioni sul singolo "Optimistique-moi" |
| 9  | Serais-tu là                 | 4:40   | No                          | No | Dolce ballata scritta e composta dalla Farmer in cui evoca il rimpianto per aver perso un'occasione di amare.                                                          |
| 10 | Consentement                 | 4:35   | No                          | No | Traccia dal testo ambiguo e impegnativo. Alcuni sostengono che in questa canzone dalle sonorità celtiche la Farmer evochi nuovamente l'incesto.                        |
| 11 | Et si vieillir m'était conté | 4:50   | No                          | No | Prevista inizialmente come terzo singolo, la traccia, le cui sonorità ricordano i primi successi della rossa, ha come tema principale la paura per il tempo che passa. |
| 12 | Souviens-toi du jour         | 4:55   | Mylènium Tour               | * Tapis rouge (11 settembre, 1999, France 2) * 100% Johnny (12 novembre, 1999, TF1)                                                                           | Informazioni sul singolo "Souviens-toi du jour" |
| 13 | Mylènium                     | 5:20   | Mylènium Tour               | No | Traccia strumentale con cori africani. |